# Maristela (Laranjal Paulista)
Maristela é um distrito do município brasileiro de Laranjal Paulista, no interior do estado de São Paulo.

## História

### Origem
O povoado surgiu por volta de 1881, em consequência da parada de trens para abrigar passageiros no quilômetro 206 da Estrada de Ferro Sorocabana, que era conhecida por “Parada José Alves”.
Em 11 de novembro de 1916 inaugurou-se a estação ferroviária com o nome de Maristela, em homenagem à filha do Presidente do Estado Altino Arantes.

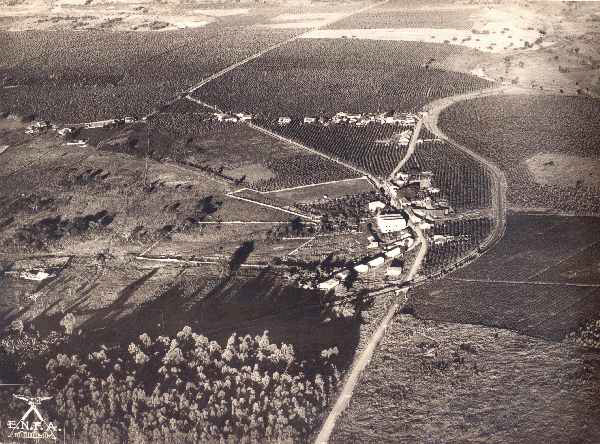
Vista aérea (década de 40).

### Formação administrativa
- O distrito foi criado pela Lei n° 233 de 24/12/1948, com sede no povoado de mesmo nome e com terras desmembradas do distrito sede de Laranjal Paulista[5][6].

## Geografia

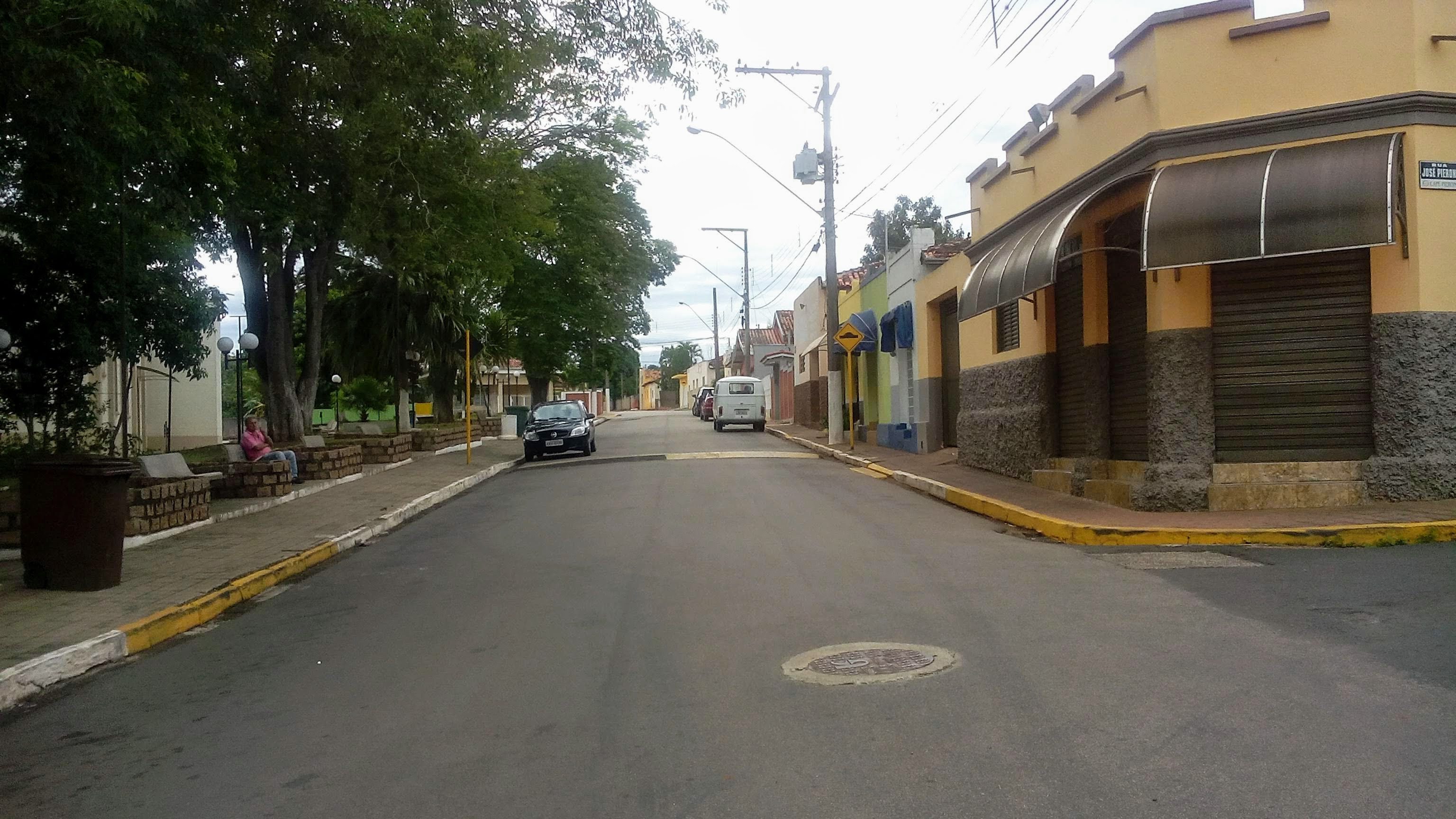
Largo Santo Antônio.

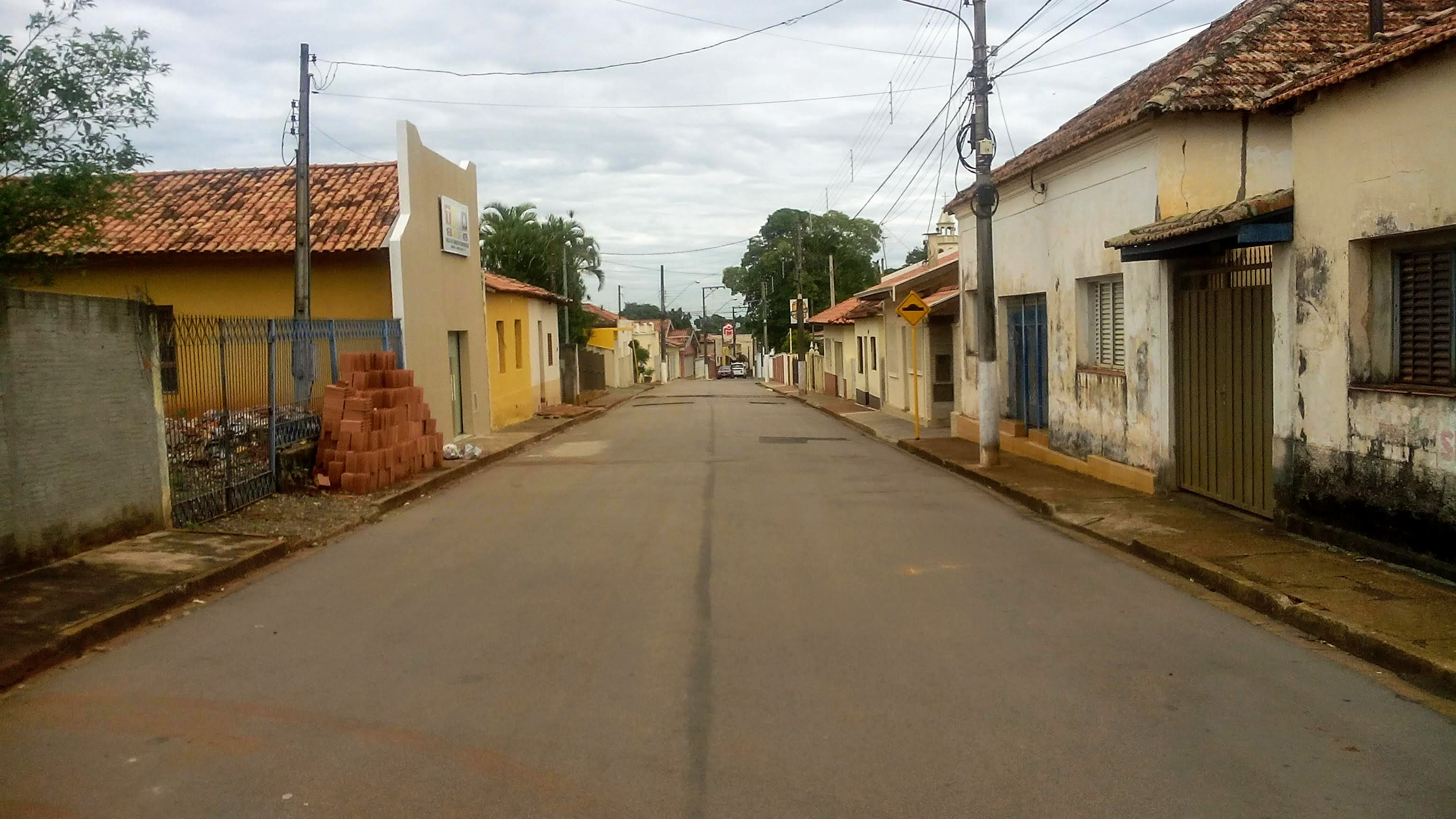
Alameda Manoel Castanho.

### Demografia

#### População urbana
| Crescimento população urbana | Crescimento população urbana | Crescimento população urbana | Crescimento população urbana |
| Censo                        | Pop.                         |                              | %±                           |
| ---------------------------- | ---------------------------- | ---------------------------- | ---------------------------- |
| 1950                         | 572                          |                              | —                            |
| 1960                         | 920                          |                              | 60,8%                        |
| 1970                         | 787                          |                              | −14,5%                       |
| 1980                         | 895                          |                              | 13,7%                        |
| 1991                         | 1 017                        |                              | 13,6%                        |
| 2000                         | 1 481                        |                              | 45,6%                        |
| 2010                         | 1 799                        |                              | 21,5%                        |
| Fonte: IBGE e Fundação SEADE |                              |                              |                              |

#### População total
Pelo Censo 2010 (IBGE) a população total do distrito era de 2 269 habitantes.

### Área territorial
A área territorial do distrito é de 44,073 km².

### Localização

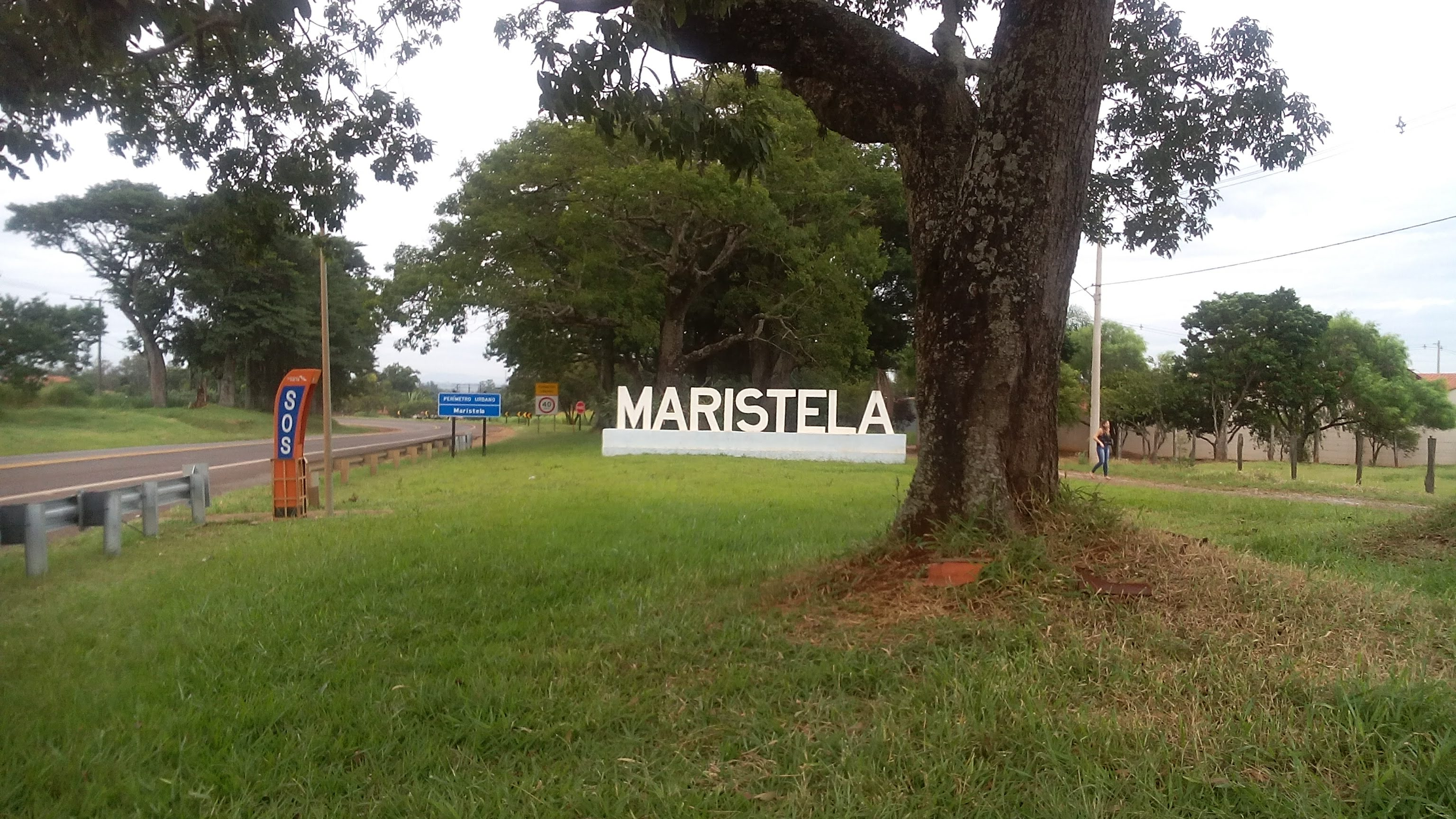
Entrada de Maristela pela Rodovia Marechal Rondon.

O distrito de Maristela localiza-se à oeste da cidade de Laranjal Paulista, bem na divisa com o município de Pereiras.

### Rodovias
O distrito localiza-se às margens da Rodovia Marechal Rondon (SP-300). No dia 21 de dezembro de 2021 foi inaugurado o Contorno de Maristela (SPI-181/300), desviando o tráfego principal da Rodovia Marechal Rondon para fora da vila.

### Ferrovias
Pátio Maristela (ZMI) da Linha Tronco da Estrada de Ferro Sorocabana, sendo a ferrovia operada atualmente pela Rumo Malha Oeste.

## Serviços públicos

### Administração

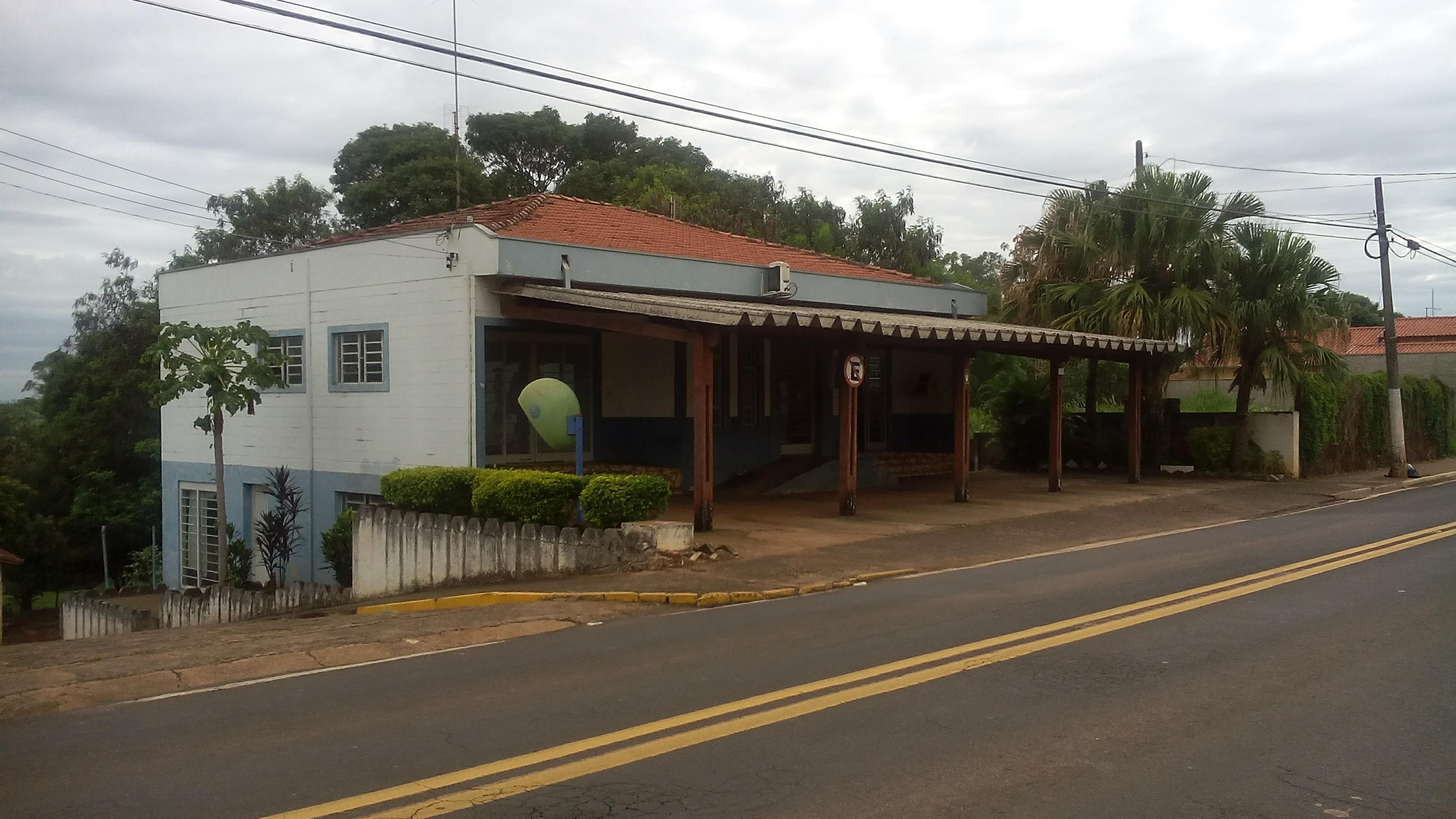
Subprefeitura.

- Subprefeitura de Maristela, onde se localiza a Biblioteca Municipal "Professora Idalina Pivetti Pícolo" e a Agência de Correios Comunitária[12].

### Registro civil
Atualmente é feito no próprio distrito, pois o Cartório de Registro Civil das Pessoas Naturais ainda continua ativo.

### Saúde

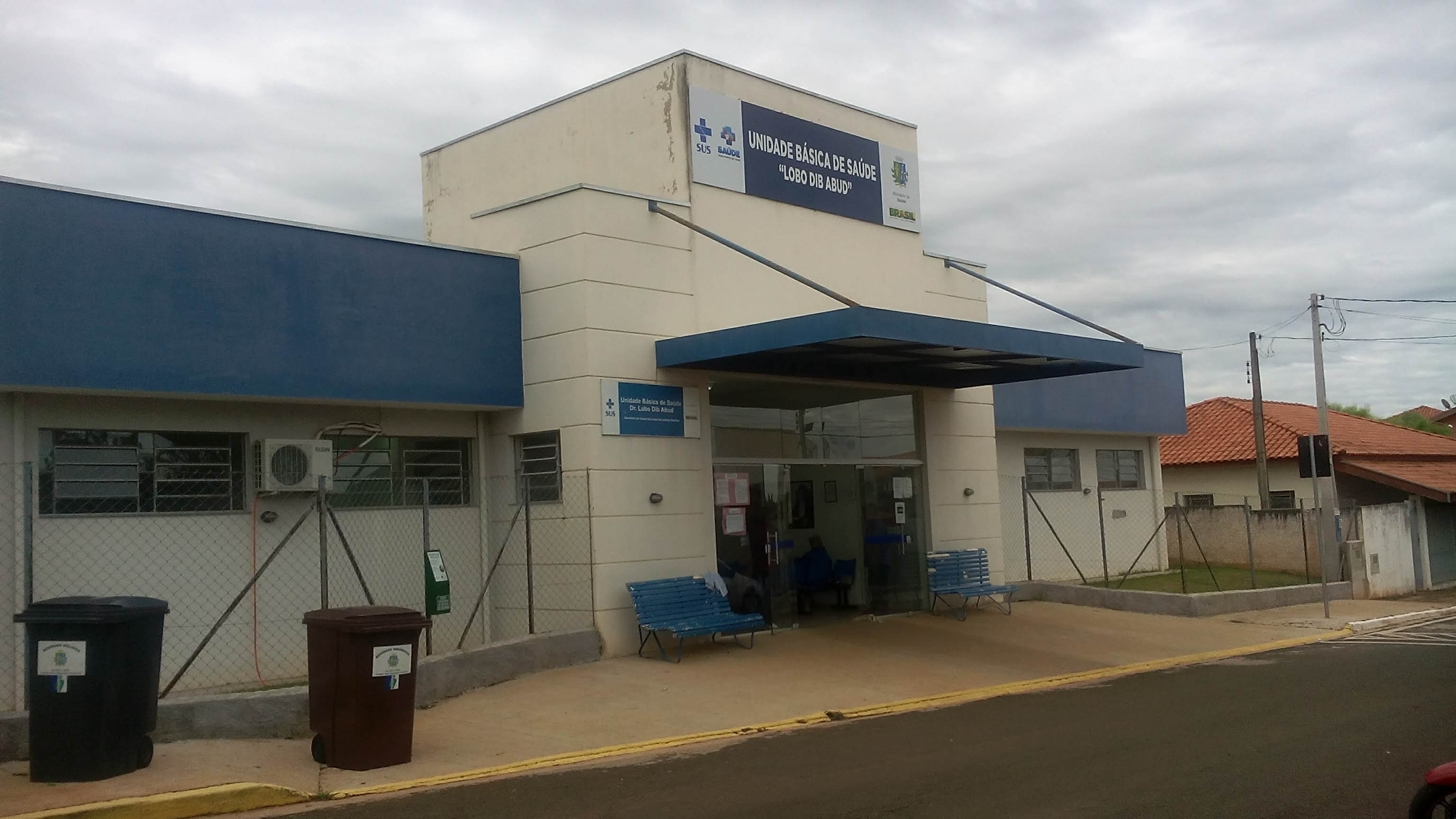
Unidade Básica de Saúde.

- Unidade Básica de Saúde "Lobo Dib Abud"[15].

### Educação
Conta com os seguintes equipamentos:
- Escola Municipal de Ensino Fundamental "Dona Isabel Alves Lima"[16];
- Creche Municipal "Epaminondas Camargo Madeira"[17].

### Transportes

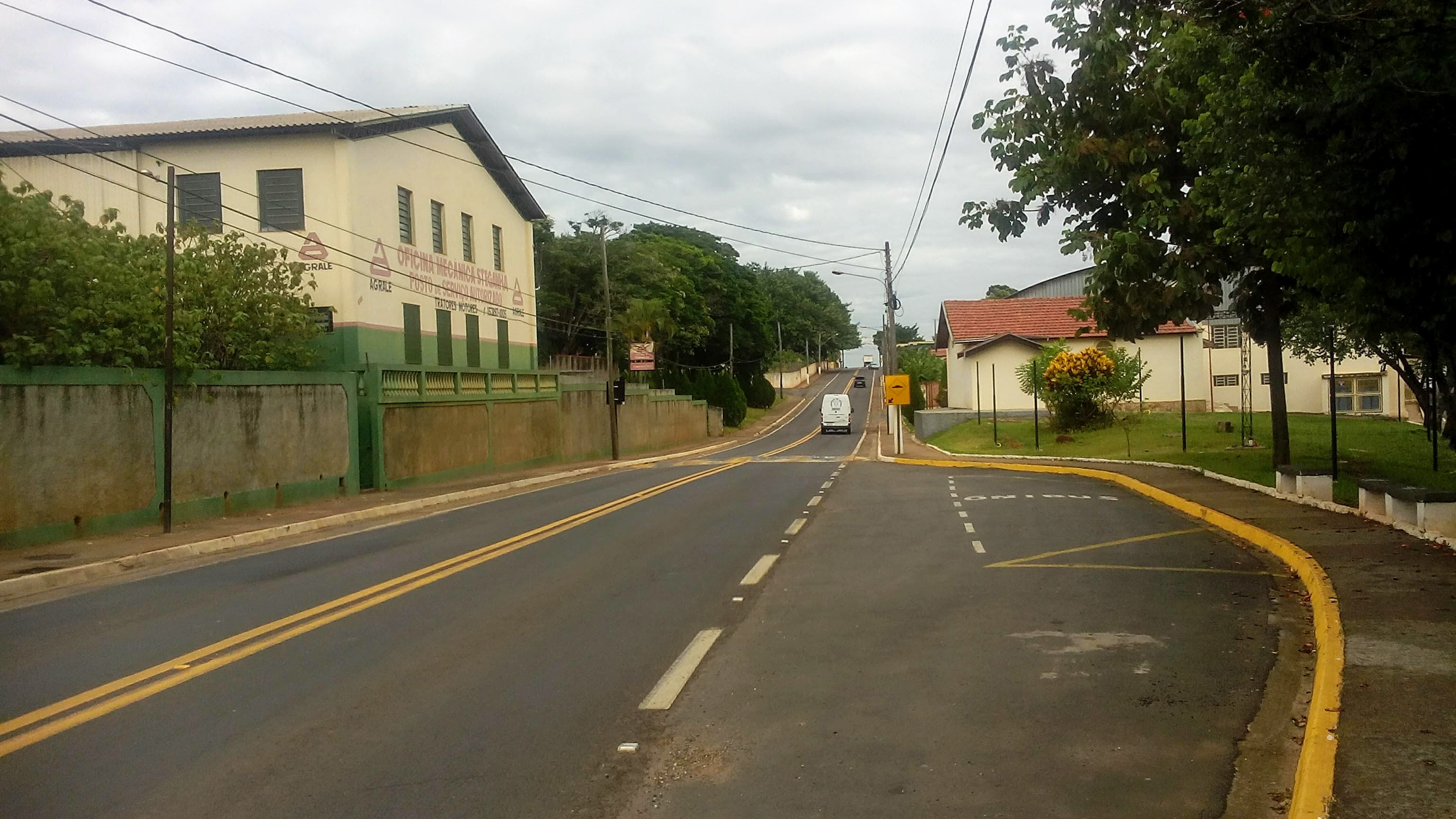
Rua Doutor Moacyr Arruda Maffei.

O transporte coletivo urbano é feito através de linhas que atendem ao distrito, com ligação direta para a sede do município.

### Saneamento
O serviço de abastecimento de água é feito pela Companhia de Saneamento Básico do Estado de São Paulo (SABESP).

### Energia
A responsável pelo abastecimento de energia elétrica é a Neoenergia Elektro, antiga CESP.

### Telecomunicações
O distrito era atendido pela Telecomunicações de São Paulo (TELESP), que inaugurou a central telefônica utilizada até os dias atuais. Em 1998 esta empresa foi vendida para a Telefônica, que em 2012 adotou a marca Vivo para suas operações.

## Atividades econômicas
As atividades econômicas do povoado eram essencialmente agropecuárias, até que, em 1925, chegou em Maristela a energia elétrica. Com a rede elétrica puderam instalar-se máquinas de algodão, de café, arroz, moinhos de fubá e derivados. Além disso, surgiram oficinas de consertos de veículos e de artefatos agrícolas.
Mais recentemente ocorreu um grande desenvolvimento na área de avicultura, e o distrito tornou-se um dos grandes polos granjeiros do Estado de São Paulo. Atualmente Maristela abriga grande parte das indústrias de brinquedos do município.

## Religião

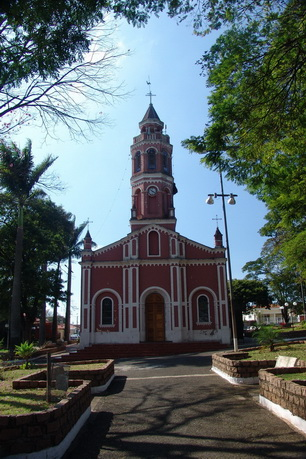
Igreja.

O Cristianismo se faz presente no distrito da seguinte forma:

### Igreja Católica
- Capela de Santo Antônio - faz parte da Arquidiocese de Botucatu[25].

### Igrejas Evangélicas
- Assembleia de Deus - O distrito possui uma congregação da Assembleia de Deus Ministério do Belém, vinculada ao Campo de Sorocaba. Por essa igreja, através de um início simples, mas sob a benção de Deus, a mensagem pentecostal chegou ao Brasil. Esta mensagem originada nos céus alcançou milhares de pessoas em todo o país, fazendo da Assembleia de Deus a maior igreja evangélica do Brasil[26][27].
- Congregação Cristã no Brasil[28].